# 放韓假
「放韓假」是臺灣民眾對參選2020年中華民國總統選舉的時任中國國民黨籍高雄市市長韓國瑜為選舉而請假的動作的俗稱。該段假期長三個月，自2019年10月16日至2020年1月11日，市長一職由時任副市長葉匡時代理，期間韓國瑜曾銷假半天，與美國在台協會主席會面。「放韓假」招來規避高雄市議會的爭議，臺灣民眾對「放韓假」普遍也比較反感，而網絡上也出現了一些惡搞、諷刺韓國瑜的圖文、影片。其所屬的國民黨高雄市議會黨團因「放韓假」而呼籲時任民主進步黨籍中華民國總統蔡英文比照辦理請假一事也引起爭議。

## 歷史
時任高雄市市長韓國瑜要請假的消息自2019年的中華民國國慶連假期間已經開始傳出。起初，韓國瑜市府的幕僚和競選辦公室對媒體的提問予以「關於市長是否請假，時間還未定案，等確認後一定會跟大家公佈說明」的回覆。而韓國瑜本人在10月14日在視察高雄流行音樂中心（海音中心）未竣工的工地時，則以「所有請假都會照既定程序，並向關心的朋友報告」回應媒體的追問。
翌日上午，韓國瑜在市政會議上向高雄市政府局處首長告假，隨後於鳳山行政中心1樓舉行記者會，對外正式宣佈請假，「自16日起全心全力投入總統大選」。韓國瑜發表「自南方出發」的簡短演說後，還當場唱《我現在要出征》表達他此時此刻的心情。他當時表示，許多朋友勸他去參選總統，不是要他放棄高雄，而是要把溫暖與希望，帶到全臺灣。韓國瑜請假期間，市長一職由時任副市長葉匡時代理。16日，韓國瑜的請假公文正式送出，假期由當日起至翌年1月11日。
韓國瑜開始請假後，開始針對大方向政策出擊，包括提出：在當選總統後會廢除「一例一休」、高鐵南延屏東案會歸零、小琉球將收入島費等。根據《KEYPO大數據關鍵引擎》的網絡好感度，韓國瑜的15日網絡好感度pn值是兩星期以來最高，讓他的忠實支持者又重新凝聚支持度。韓國瑜從10月16日請假以來，其間除了半天銷假，與美國在台協會主席會面外，一直在外縣市做競選活動，期間他在在11月8日上節目時，稱其「很想念高雄市民」、「內心並不會忘記高雄」。直至11月10日，韓國瑜方回到高雄，在尚未正式成立的高雄市競選總部，舉辦幹部授證大會。

## 爭議
根據綠黨於「放韓假」首日（2019年10月16日）釋出的民意調查顯示，有59%的高雄市民不贊成韓國瑜請假投入總統選舉，有34.3%則贊成。民調也顯示，各族群、年齡都反對「放韓假」的做法。另外，有56.2%的高雄市民認為韓國瑜應辭去市長職務參選，而有38.3%則不認為他應該辭職。

### 請假日數
民進黨團書記長李俊俋稱，根據中華民國內政部編印的「民選地方行政首長服務規範手冊」，民選縣市長的請假應依《公務人員行政中立法》第11條規定，也就是公務人員登記為公職候選人者，在候選人名單公告之日起至投票日止，應依規定請事假或休假。2020年選舉的候選人名單公告日是2019年12月13日，然而韓國瑜卻由當年10月16日就開始請假3個月，而且韓國瑜只有14天年假、7天事假的額度，並不像4年前帶職參選的朱立倫因已服公職多年而累積請了64天假。李俊俋又稱，韓國瑜若要請假，至少應像朱立倫當年捐出60萬新台幣的薪水。

### 規避市議會
市政會議後，民進黨高雄市議員集聚在鳳山行政中心前鳳山區黨部開「高雄市歷史性的恥辱！」記者會，其中即批評韓國瑜不敢面對議會總質詢。民進黨團書記長李俊俋批評韓國瑜僅上任市長10個月即請假3個月，謂「韓假比暑假還長」，稱韓國瑜規避市議會總質詢、定期會，並質問韓國瑜「市民、市議會能接受嗎？」時任中華民國總統蔡英文競選連任發言人阮昭雄亦表示，他很訝異韓國瑜面對第一次自己提出的市政計畫及議會的總質詢，選擇的卻是逃避，也違背了他先前「平日市政、假日選舉」的承諾。民進黨議員林智鴻則批評韓國瑜「如果沒有忘記高雄，韓國瑜就不會在眾高雄人反對市長落跑時，選擇落跑；如果想念高雄，韓國瑜就不會在面對預算審查與總質詢時，沒有回高雄向議會與市民報告預算規劃。」

### 要求蔡英文請假
由於韓國瑜宣佈請假三個月投入總統選舉，國民黨高雄市議會黨團呼籲時任中華民國總統蔡英文也比照辦理，保持行政中立。總統府發言人丁允恭對此表示，法律並沒有總統請假的制度，而總統每天都有很多公務要處理，不會也不可能請長假，幾十天不上班，並謂「很訝異國民黨把市長請假不管市政當成是美德，還要總統比照辦理。」民進黨團幹事長管碧玲亦批評國民黨黨團：「你自己曠課，還要別人跟你一起曠課？你拋棄高雄，還叫總統也拋棄台灣？」

## 其他
根據《KEYPO大數據關鍵引擎》的熱門關鍵字分析，2019年10月11日至17日的一星期跟韓國瑜有關的討論議題中即包括了「我現在要出征」、「放韓假」、「請假不如請辭」、「請假很難嗎」等。大部分的媒體和網友對於韓國瑜當選市長不到一年就請假抱持較負面的觀感，而網絡上也出現韓國瑜的請假日記、韓國瑜的年曆等惡搞圖文。
在韓國瑜宣佈「放韓假」後，網上隨即流出非洲小孩疑似暗酸韓國瑜的影片。影片中，小孩喊話：「韓市長我家有蘭花，放寒假三個月，歡迎來我家看。」喊話後更開心跟着旋律舞動。影片與再早前韓國瑜出席台商活動時表示：「非洲很多黑人家庭，吃飯跟家裏面需要放蘭花嗎？」引發的歧視爭議也相關，並引來熱議。